# 暉姬
暉姬（てるひめ、1826年6月19日（文政九年五月十四）—1840年6月7日（天保十一年五月初八）），江戶幕府第12代將軍德川家慶六女、田安德川家當主德川慶賴婚約者。生母為側室於波奈之方。院號為「貞明院」。
作為德川家慶的六女、於文政9年（1826年）在江戶城西之丸大奧誕生。
天保10年（1839年）與田安徳川家當主德川慶賴定下婚約、翌年的天保11年（1840年）得疱瘡死去。享年15歲。葬地為上野寛永寺山內春性院。院號為貞明院。